# Campeonato nacional de Estados Unidos 1890
Lista de los campeones del Campeonato nacional de Estados Unidos de 1890:

## Senior

### Individuales masculinos
Oliver Campbell vence a  Henry Slocum, 6–2, 4–6, 6–3, 6–1

### Individuales femeninos
Ellen Roosevelt vence a  Bertha Townsend, 6–2, 6–2

### Dobles masculinos
Valentine Hall /  Oliver Campbell vencen a  Charles Carver /  John Ryerson,  6–3, 4–6, 6–2, 2–6, 6–3

### Dobles femeninos
Grace Roosevelt /  Ellen Roosevelt vencen a  Bertha Townsend /  Margarette Ballard, 6–1, 6–2

### Dobles mixto
Mabel Cahill /  Rodmond Beach vencen a  Bertha Townsend /  C. T. Lee, 6-2, 3-6, 6-2
| Predecesor: 1889                         | Campeonato nacional de Estados Unidos 1890 | Sucesor: 1891                         |
| Predecesor: Campeonato de Wimbledon 1890 | Grand Slam 1890                            | Sucesor: Campeonato de Wimbledon 1891 |

- Datos: Q2714417